# Bircza (gmina)

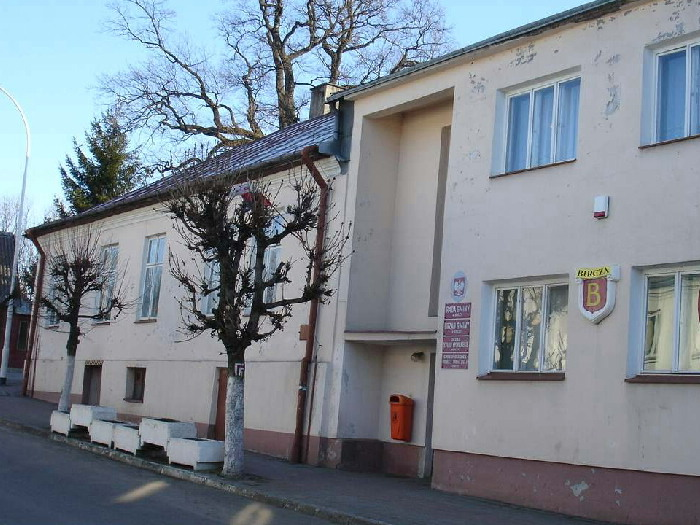
Urząd gminy w Birczy

Bircza – gmina miejsko-wiejska w województwie podkarpackim, w powiecie przemyskim, na terenie Pogórza Przemyskiego, wchodzi w skład transgranicznego mikroregionu Dolina Wiaru. Siedzibą urzędu gminy jest Bircza. Na terenie gminy funkcjonuje lądowisko Arłamów, powstałe na byłym lotnisku Krajna.

## Historia
Gmina Bircza w obecnym kształcie powstała po II wojnie światowej. Od średniowiecza część obszaru gminy należała do ziemi przemyskiej, a część do ziemi sanockiej.
W czasie II Rzeczypospolitej miejscowości leżące na terenie obecnej gminy Bircza należały do powiatu dobromilskiego województwa lwowskiego.
12 września 1939 r. 17 pułk piechoty im. Ziemi Rzeszowskiej pod dowództwem pułk. dypl. Beniamina Kotarby po zajęciu Borownicy natknął się na Niemców, którzy postanowili odbić wieś.
Walki wybuchły na wzgórzu nad Czarnym Potokiem niedaleko Borownicy. Po bohaterskiej bitwie pułk został rozbity. W walce zginęło kilkudziesięciu żołnierzy wraz z dowódcą Beniaminem Kotarbą, inni rozproszyli się po okolicznych lasach, część z nich trafiła do niewoli sowieckiej. Tak zakończyła się historia pułku powstałego w 1918 roku.
Po agresji ZSRR na Polskę, 4 grudnia 1939 Prezydium Rady Najwyższej USRR podjęło decyzję o utworzeniu sześciu nowych obwodów, w tym obwodu drohobyckiego. 17 stycznia 1940 to samo prezydium wydało dekret o podziale na rejony zachodnich obwodów USRR. Dekret ten tworzył m.in. rejon birczański.
Po ataku Niemiec na ZSRR, w latach 1941–1944, w czasie okupacji niemieckiej, na terenie obecnej gminy funkcjonowały gminy wiejskie (Landgemeinde) z siedzibami w Birczy, Kuźminie i Żohatynie. Należały one do powiatu przemyskiego (Landkreis Przemysl, został utworzony 3 listopada 1941) dystryktu krakowskiego Generalnego Gubernatorstwa.
Po wojnie w okresie od 31 lipca 1944 do marca 1945 Bircza należała do pozostałej po polskiej stronie granicy państwowej zachodniej części powiatu dobromilskiego województwa lwowskiego (powtórnie jako rejon birczański, bez miasta Dobromil), 18 sierpnia 1945 została włączona do powiatu przemyskiego województwa rzeszowskiego.
W latach 1954–1972 na terenie obecnej gminy działało kilka gromad z gromadzkimi radami narodowymi:
- GRN w Birczy (Bircza, Stara Bircza, Korzeniec z Boguszówką, Wola Korzeniecka, Łodzinka, Nowa Wieś, Rudawka, Kotów)
- GRN w Sufczynie (Sufczyna, Jasienica Sufczyńska, Brzuska, Huta Brzuska)
- GRN w Leszczawie Dolnej (Leszczawa Dolna, Leszczawa Górna, Leszczawka)
- GRN w Żohatynie (Żohatyn, Borownica, Jawornik Ruski)
- GRN w Kuźminie (Kuźmina, Roztoka)
- GRN w Lipie (Lipa, Malawa, Brzeżawa, Dobrzanka)

1 stycznia 1973 wszystkie wymienione gromadzkie rady narodowe połączono w jedną gminę Bircza. W 1993 od gminy odłączono sołectwo Cisowa (przyłączone do gminy Krasiczyn).
W latach 1975–1998 gmina położona była w województwie przemyskim.
W 2022 roku władze gminy Ustrzyki Dolne chciały przyłączyć należący do gminy Bircza teren lotniska i heliportu Arłamów (340 ha) do gminy Ustrzyki Dolne, jako że jest wykorzystywane głównie w celach turystycznych przez znajdujący się na terenie gminy Ustrzyki Dolne Hotel Arłamów. Ponadto władze ustrzyckiej gminy chciałyby lądowisko przekształcić w lotnisko, wykorzystywane w większym stopniu niż to się dzieje obecnie. W związku z tym w gminie Bircza przeprowadzono konsultacje społeczne. Na uprawnione do głosowania 5252 osoby, udział w konsultacjach wzięło 3026 osób, czyli 57,62% mieszkańców. Przeciw proponowanej zmianie granic głosowało 99,41%.

## Struktura powierzchni
Według danych z roku 2002 gmina Bircza ma obszar 254,49 km², w tym:
- użytki rolne: 34%
- użytki leśne: 59%

Gmina stanowi 20,97% powierzchni powiatu.
Złożona jest z dwudziestu ośmiu obrębów geodezyjnych. Dwadzieścia cztery obręby stanowią jednocześnie sołectwa, dwa są przyłączone do innych sołectw (Dobrzanka do sołectwa Malawa, a Łodzinka Dolna do sołectwa Łodzinka Górna), natomiast niezamieszkane pozostałe dwa (Łomna i Krajna) są niezależnymi obrębami.

## Demografia

### Historia
Przed II wojną światową na terenie gminy Bircza mieszkało ok. 25 000 ludzi, w 2006 – niecałe 7000.
Przyczynami tak znacznego wyludnienia były:
- wysiedlenia ludności polskiej na wschód przez Sowietów w latach 1940–1941 (ziemianie, bogatsi chłopi, rodziny urzędników, policjantów i wojskowych, osoby zadenuncjowane)
- wysiedlenia ludności związane z budową linii Mołotowa i sowieckich baz wojskowych w latach 1940–1941
- zagłada ludności żydowskiej, dokonana przez Niemców w latach 1941–1943
- wywózki ludności zarówno polskiej, jak i ukraińskiej, na przymusowe roboty do Niemiec
- wysiedlenia ludności ukraińskiej do USRR w latach 1944–1946 (największy ubytek)
- walki polsko-ukraińskie w latach 1945–1947 i związane z nimi uchodźstwo
- wysiedlenia w czasie akcji Wisła
- powojenne wyjazdy na Ziemie Odzyskane i do miast

### Współczesność
Dane z 30 czerwca 2004:
| Opis                              | Ogółem | Ogółem | Kobiety | Kobiety | Mężczyźni | Mężczyźni |
| --------------------------------- | ------ | ------ | ------- | ------- | --------- | --------- |
| jednostka                         | osób   | %      | osób    | %       | osób      | %         |
| populacja                         | 6626   | 100    | 3228    | 48,7    | 3398      | 51,3      |
| gęstość zaludnienia (mieszk./km²) | 26     | 26     | 12,7    | 12,7    | 13,4      | 13,4      |

Ludność poszczególnych miejscowości gminy (stan z 8 sierpnia 2006):
- Bircza – 1 075, Boguszówka – 88, Borownica – 111, Brzeżawa – 302, Brzuska – 288, Huta Brzuska – 334, Jasienica Sufczyńska – 254, Jawornik Ruski – 161, Korzeniec – 492, Kotów – 111, Kuźmina – 427, Leszczawa Dolna – 657, Leszczawa Górna – 126, Leszczawka – 298, Lipa – 321, Łodzinka Dolna – 2, Łodzinka Górna – 141, Malawa – 194, Nowa Wieś – 99, Roztoka – 67, Rudawka – 208, Stara Bircza – 574, Sufczyna – 293, Wola Korzeniecka – 209, Żohatyn – 164, Dobrzanka – 0, Łomna – 0, Krajna – 0

Według danych z 30 czerwca 2004 gminę zamieszkiwało 6626 osób.
Ogólna liczba mieszkańców gminy Bircza na 8 sierpnia 2006 – 6996 osób.

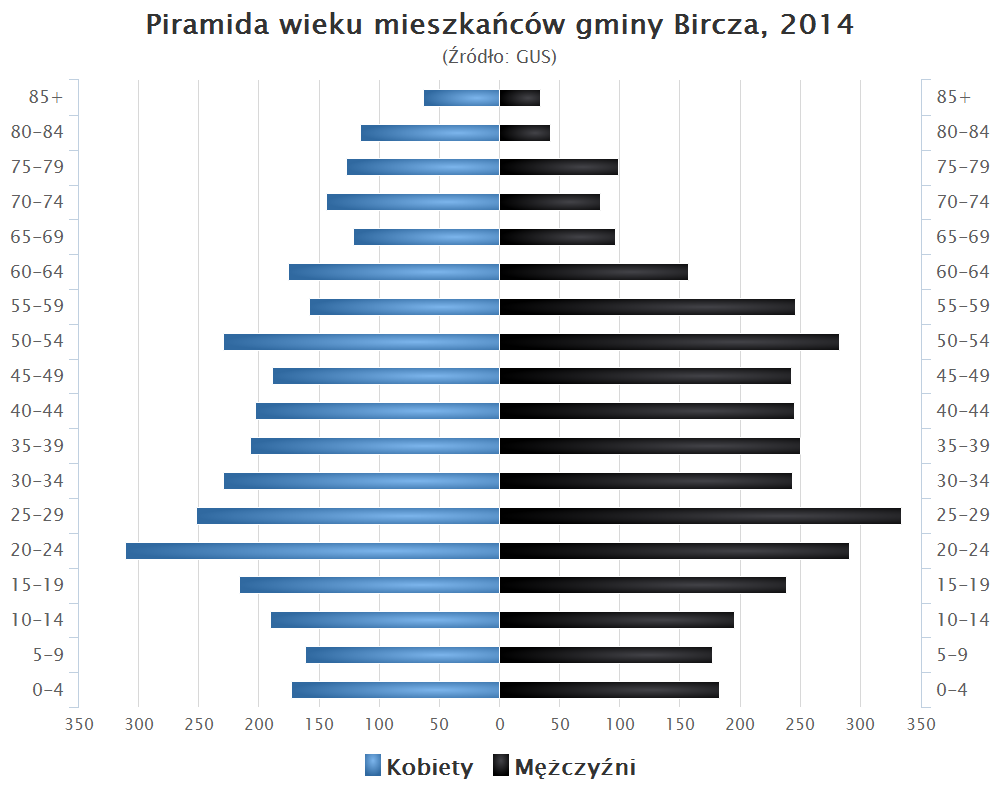
Piramida wieku mieszkańców gminy Bircza w 2014 roku

## Wójtowie gminy
- Mikołaj Krajewski (po wojnie)
- Józef Winiarski (przewodniczący gminnej rady narodowej)
- Stanisław Radoń (przewodniczący GRN)
- Moskal Józef (naczelnik gminy)
- Kuczkowski Andrzej (naczelnik gminy)
- Adolf Bartnicki (naczelnik gminy)
- Marek Pantoł (naczelnik gminy)
- Władysław Kaczmar (naczelnik gminy)
- Antoni Szałyga (wójt)
- Józef Żydownik
- Jerzy Góralewicz
- Józef Żydownik
- Grzegorz Gągola
- Anna Szymaszek (burmistrz)

## Szkolnictwo w gminie

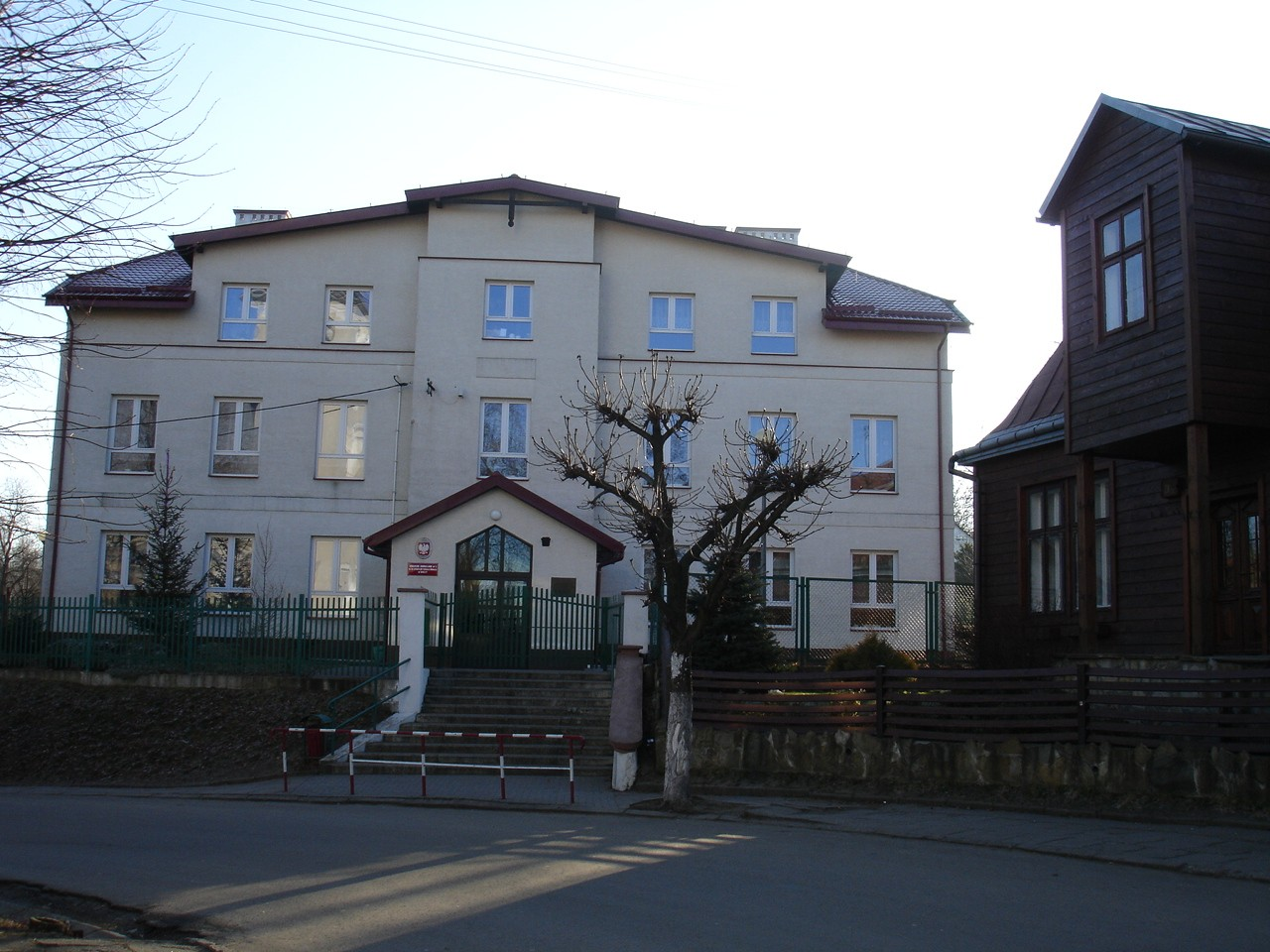
Gimnazjum publiczne w Birczy

W roku 2016 z 8. publicznych szkół podstawowych pozostało 5 – w Kuźminie, Leszczawie Dolnej, Lipie, Sufczynie i Żohatynie. Oprócz tego jedno gimnazjum – w Birczy, oraz liceum, również w Birczy.

## Lokalne wydarzenia i uroczystości
- 26 sierpnia – święto 30 Pułku 9 Dywizji
- 10 września – rocznica walk o Borownicę w 1939 roku – uroczystości patriotyczne przy grobie płk Kotarby
- 22 października – rocznica pierwszego napadu na Birczę przez UPA – oddanie hołdu w miejscach pamięci
- 29 listopada – rocznica drugiego napadu na Birczę przez UPA – oddanie hołdu poległym i pomordowanym

## Honorowi obywatele Gminy Bircza
- Ignacy Mościcki, Edward Śmigły-Rydz, Felicjan Sławoj Składkowski, Eugeniusz Kwiatkowski[9]
- Arnold F. Wellman – wiceprezydent United Parcel Service[potrzebny przypis]
- Piotr Kruk – wiceprezes Agencji Restrukturyzacji i Modernizacji Rolnictwa[potrzebny przypis]
- Henryk Burdon[potrzebny przypis]

## Urodzeni w gminie Bircza
- Hiob Borecki – prawosławny metropolita kijowski
- Jan Baraś-Komski – malarz
- Stefania Podgórska – odznaczona medalem Sprawiedliwy wśród Narodów Świata
- Julian Gbur – biskup greckokatolicki w Stryju na Ukrainie
- Iwanna Teleśnycka – matka Włodzimierza Juszczaka – biskupa greckokatolickiego
- Julian Stańczak – malarz
- Mykoła Mazuryk – rzeźbiarz ludowy
- Omelan Mazuryk – malarz
- Mychajło Werbyckyj – autor melodii ukraińskiego hymnu narodowego
- Wołodymyr Soroczak – oficer UPA
- Iwan Rusiecki – poseł Sejmu Krajowego Galicji I kadencji (1861-1867)

## Turystyka i wypoczynek
Na południe od Birczy powstał Park Krajobrazowy Pogórza Przemyskiego, w przyszłości jest planowane utworzenie Turnickiego Parku Narodowego.
Piesze szlaki turystyczne
- (Przemyśl – Sanok, 75 kilometrów długości): Przemyśl (ul. Waygarta – Oddział PTTK) – Zielonka – Wapielnica /394/ – Helicha /420/ – Rokszyce – Brylińce – Kopystańka /541 / – Łodzinka – Chomińskie – Bircza – Kamienna Górka – Leszczawa Górna – Bziana /574/ – Roztoka – Poręba /618/ – Zawadka – Rakowa – Słonny Wierch Wschód /668/ – Przysłup /658/ – Słonna /639/ – Słonny Wierch Zachód /668/ – Orli Kamień /518/ – Sanok
- (Bircza – skrzyżowanie ze szlakiem niebieskim, 19 kilometrów długości): Bircza – Łomna – Trójca – Cień/561/ – skrzyżowanie za szlakiem niebieskim przy drodze Jureczkowa – Makowa

Rowerowe szlaki turystyczne
- Bircza – Sufczyna – Huta Brzuska – Krzeczkowa – Olszany – Krasiczyn – Przemyśl
- Bircza – Leszczawa Dln. – Łomna – Trójca – Łodzinka – Huta Łodzińska – Krępak – Bircza
- Bircza – Malawa – Lipa – Jawornik Ruski – Żohatyn – Dąbrówka Starzeńska – Dynów
- Bircza – Rudawka – Kotów – Piątkowa – Iskań – Sufczyna
- Przemyśl – Prałkowce – Zalesie – Brylińce – Cisowa – Łodzinka – Bircza

Ścieżki dydaktyczne
- "Pomocna Woda"
- "Kamionka"
- "Krępak"
- "Bobrowa Dolina"
- "Łomna"

Stadniny
- Stadnina w Kotowie
- Stajnia Korzeniec
- Dom Gościnny "w siodle" - Leszczawa

## Sołectwa (24)
Bircza, Boguszówka, Borownica, Brzeżawa, Brzuska, Huta Brzuska, Jasienica Sufczyńska, Jawornik Ruski, Korzeniec, Kotów, Kuźmina, Leszczawka, Leszczawa Dolna, Leszczawa Górna, Lipa, Łodzinka Górna + Łodzinka Dolna, Malawa + Dobrzanka, Nowa Wieś, Roztoka, Rudawka, Stara Bircza, Sufczyna, Wola Korzeniecka, Żohatyn

## Sąsiednie gminy
Dubiecko, Dydnia, Dynów, Fredropol, Krasiczyn, Krzywcza, Nozdrzec, Sanok, Tyrawa Wołoska, Ustrzyki Dolne

## Gminy partnerskie
- Stary Sambor
 rejon starosamborski
- Čabiny
- Krásny Brod
- Čabalovce
- Výrava

## Galeria

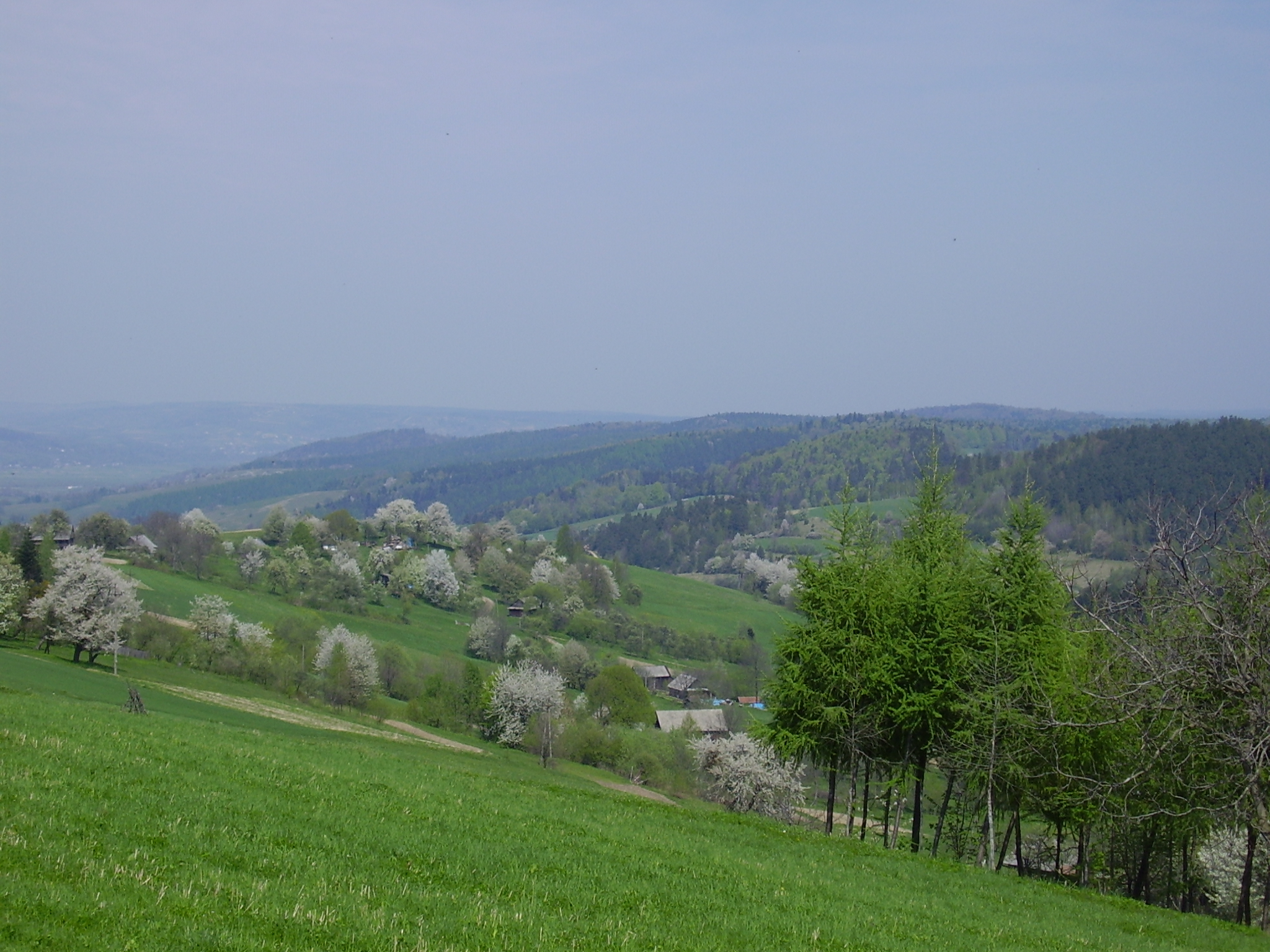
Huta Brzuska
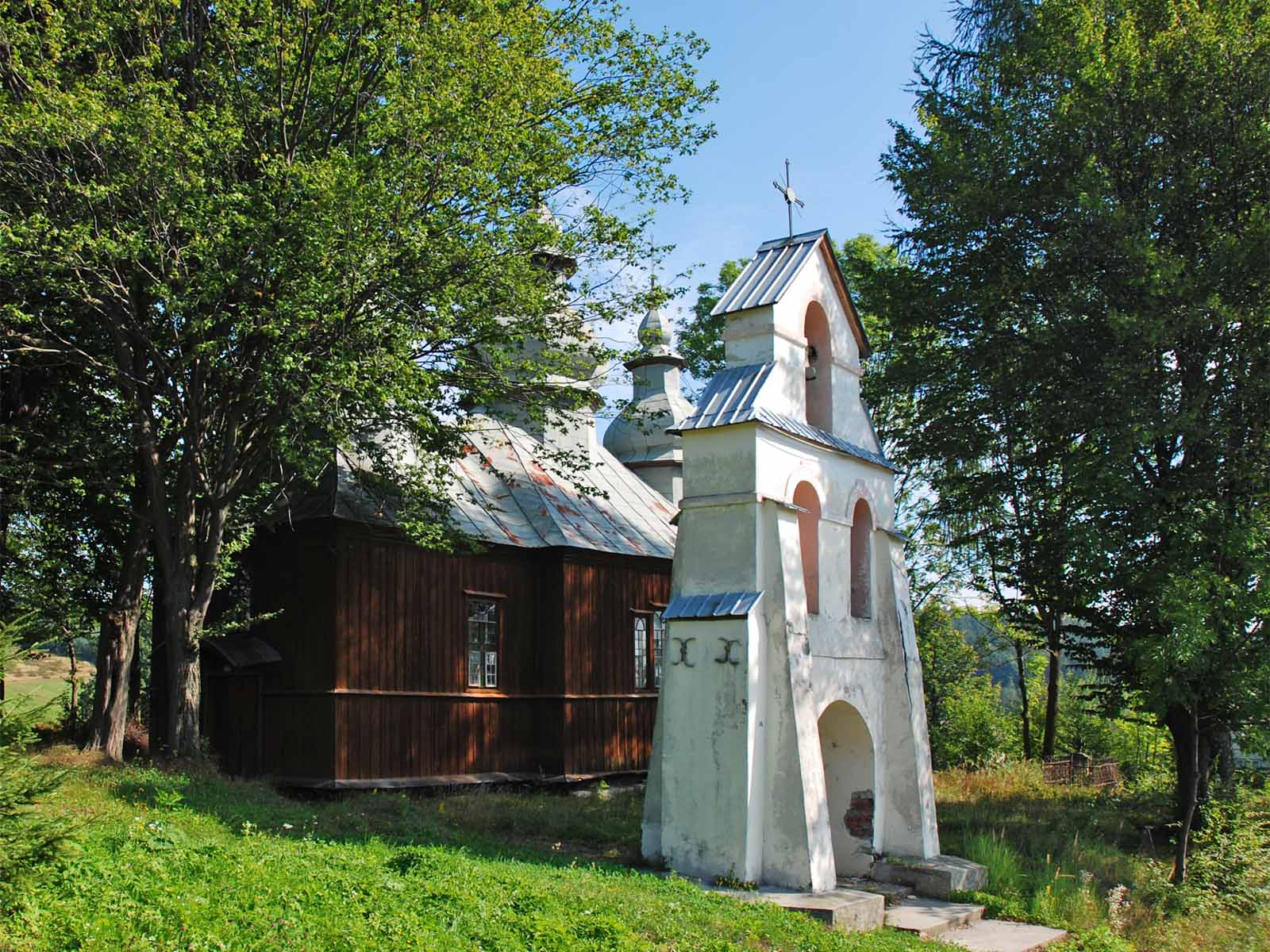
Jawornik Ruski
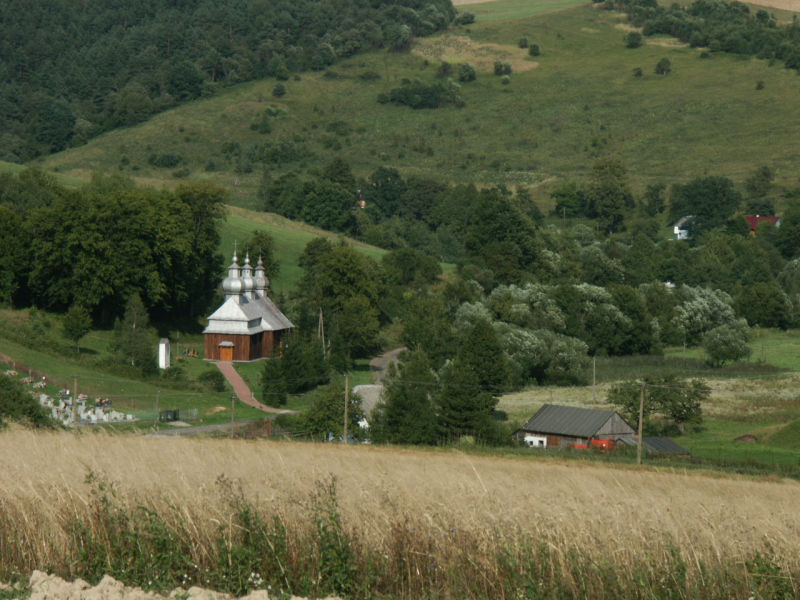
Brzeżawa
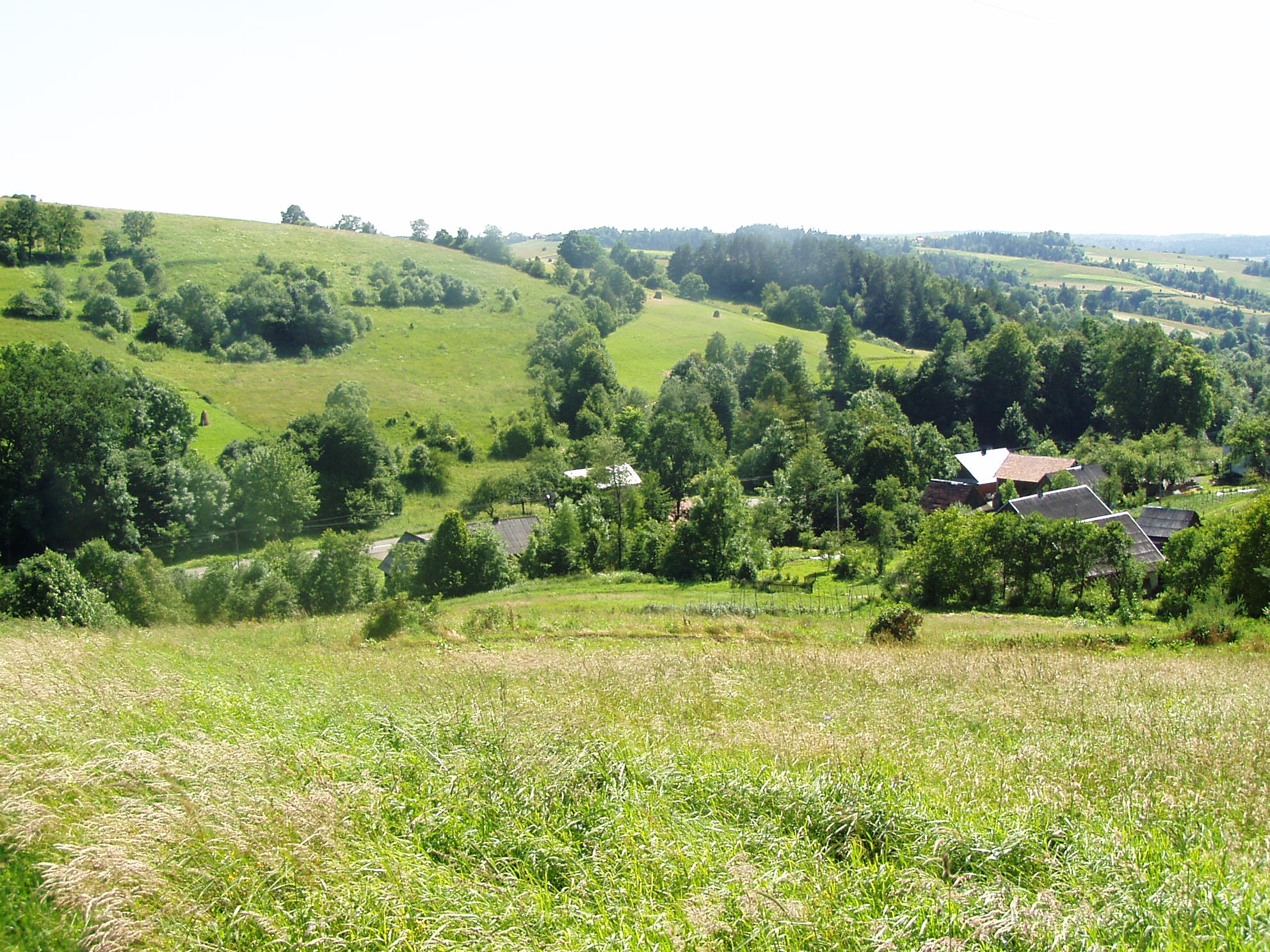
Boguszówka